# قدور درسوني
قدور درسوني (8 يناير 1927 في قسنطينة – 20 أبريل 2020 (93 سنة)

) هو موسيقي ومغني جزائري يعتبر عميد الموسيقى الأندلسية المعروفة باسم المالوف.

## سيرة

### بدايات
ولد محمد أو قدور درسوني 8 يناير 1927 في قسنطينة من أسرة فنية أنجبت عديد الموسيقيين. ادخله أبوه المدرسة القرآنية وهو في الرابعة من العمر تحت إشراف الشيخ عبد السلام بلحاج مصطفى ومن ثم إلتحق بالمدرسة العمومية الفرنسية.
أظهر شغفه بالموسيقى مبكرا وهذا راجع لإعجابه الكبير بخاله سي الطاهر بن كرطوسة، الذي كان من شيوخ موسيقى المالوف في نهاية القرن التاسع عشر وبداية القرن العشرون، لذا اضطر الأب إلا أن يعهد به إلى السيد سي إبراهيم العموشي ليكون عضوًا ضمن جوق جمعية «محبي الفن» ثم جمعية «الشباب الفني» إلى غاية توقيف نشاطاتها سنة 1939.

### الولع بالموسيقى
كان تكوينه الموسيقي في البداية العزف على آلة الناي وخالط الأوساط الطرقية، ثم الفنادق، ليظهر بعدها بالدربوكة وبالناي في جوقتين يهوديتين، قبل أن يلتحق بجوقة خوجة بن جلول سنة 1947 حيث لازمه وبعدما اشتهرت موهبته، أصبح يتلقى عروضا مغرية من الشيخ حمو فرقاني والشيخ ريمون، بسبب ولعه بالموسيقى فقد تخلى عن حرفة التجارة التي كان يمارسها وتفرغ نهائيا للموسيقى، ظهر في عدة مناسبات ضمن أجواق مختلفة كعازف عود، على غرار فرقة محمد العربي بن العمري وفرقة ريمون ليريس.

### بعد الإستقلال
بعد الاستقلال انضم إلى جوق محمد الطاهر الفرقاني ثم أسس تكوينه الخاص مع جمعية المستقبل الفني بقسنطينة.

قدور درسوني 1969

في سنة 1963، أسس جمعية المستقبل الفني القسنطيني حفاظًا على تاريخ والتراث، وكانت الجمعية تزاول نشاطاتها في قبو في شارع العربي بن مهيدي بقسنطينة. حصل بها على الميدالية الذهبية في مهرجان الموسيقى الأندلسية الثاني سنة 196،.مع المطربين محمد بهلول وحمداني حمادي.
في سنة 1965، اضطر قدور درسوني لإيقاف نشاطاته الموسيقية لمروره بفترة مهنية وشخصية عصيبة، خاصة بعد أن تم اعتقاله أين أقام لمدة 31 شهرا بمركز اعتقالالحامة بليزانس.
في نهاية الستينات كان  قائد اوركاستر بالاشتراك مع فرقة عبد المؤمن بن طوبال.
من سنة 1970 إلى غاية سنة 1990، عمل مدرسًا في المعهد البلدي لقسنطينة وأثّر في أجيال الموسيقيين الجدد، حيث فرض أسلوب درسوني في عزف الناي. وبعمله في المعهد تمكن من اكتشاف أصوات جديرة بأن تضاف في سجل المالوف كمحمد الشريف زعرور الذي جعله المغني المفوض لفرقته. وكان وقتها مع حسونة علي خوجة (الشيخ حسونة) وعبد القادر تومي ومعمر براشي في اللجنة الممثلة للمدرسة القسنطينية التي كانت مهمتها إحصاء وجمع نصوص موسيقى المالوف وذلك بتكليف من وزارة الثقافة والإعلام آنذاك ودام العمل أربع سنين (من 1971 إلى سنة 1975) التي أثمرت بكتاب من ثلاثة أجزاء عنوانه «الموشحات والزجل»
في بداية الثمانينات عمل قدور درسوني في باريس مع سيمون علوش تمار وسجل معها أشرطة كاسيت.
ومنذ التسعينات أصبح فاعلا أساسيا في تمثيل قسنطينة في مناقشة وتنفيذ السياسة الرسمية للتراث الموسيقي، مما خوله لأن يكون عضو إدارة الجمعية الوطنية لحماية الموسيقى الكلاسيكية الجزائرية، حيث عين سنة 1999 مديرا تقنيا مكلفا بنشر نوبات المالوف وتسجيلها لدى الديوان الوطني لحقوق التأليف بقيادته للجوق المتكون من عبد المومن بن طوبال، محمد الطاهر الفرقاني وحمدي بناني، حيث ساهم درسوني بصفته مديرًا فنيًا وجواقجيًا مع محمد الطاهر فرقاني وعبد المؤمن بن طوبال في تسجيل جميع نوبات قسنطينة ضمن سياسة حماية التراث الموسيقي التي كان قد انتهجها الديوان في تسجيل مجمل النوبات الأندلسية الجزائرية سنة 1999 تحت إشراف الديوان الوطني لحقوق المؤلف والحقوق المجاورة. وشارك بتسجيل عشر النوبات المالوفية عازفًا للناي والتي سُجلت بصوتي محمد الطاهر فرقاني وعبد المؤمن بن طوبال.ويذكر أن الفضل يعود لقدور درسوني في إعادة بناء نوبتي الذيل والمزموم وإعادهتما للمالوف حيث كانت تُلعب أجزائها متفرقة.

## الوفاة
توفي الفنان قدور درسوني في ساعة مبكرة من صباح يوم الاثنين 20 أبريل 2020 عن عمر ناهز 93 سنة بعد مرض عضال

## فنانو المالوف
- محمد الطاهر الفرقاني
- حمدي بناني
- عبد المومن بن طوبال